# Cyanopepla griseldis
Cyanopepla griseldis är en fjärilsart som beskrevs av Druce 1884. Cyanopepla griseldis ingår i släktet Cyanopepla och familjen björnspinnare. Inga underarter finns listade i Catalogue of Life.